# Teorema 90 de Hilbert
En álgebra abstracta, el teorema 90 de Hilbert (o Satz 90) es un resultado importante en la extensión abeliana de cuerpos (o en una de sus generalizaciones) que conduce a la teoría de Kummer. En su forma más básica, establece que si L/K es una extensión de cuerpos con un grupo de Galois cíclico G=Gal(L/K) generado por un elemento {\displaystyle \sigma ,} y si {\displaystyle a} es un elemento de L de norma de un cuerpo 1, es decir, 
{\displaystyle N(a):=a\,\sigma (a)\,\sigma ^{2}(a)\cdots \sigma ^{n-1}(a)=1,}
 entonces existe un {\displaystyle b} en L tal que 
{\displaystyle a=b/\sigma (b).}
 Toma su nombre de ser el teorema número 90 en el Zahlbericht de David Hilbert (Hilbert (1897)) aunque originalmente se debe a Kummer (1855). A menudo se denomina con este mismo nombre a un teorema más general, debido a Noether (1933), que establece que si L/K es una extensión de Galois finita de cuerpos con un grupo de Galois arbitrario G = Gal(L/K), entonces la primera cohomología de grupos de G, con coeficientes en el grupo multiplicativo de L, es trivial:
{\displaystyle H^{1}(G,L^{\times })=\{1\}.}

## Ejemplos
Sea {\displaystyle L/K} la extensión de cuerpos {\displaystyle \mathbb {Q} (i)/\mathbb {Q} }. El grupo de Galois es cíclico de orden 2, y su generador {\displaystyle \sigma } actúa por conjugación:
{\displaystyle \sigma :c+di\mapsto c-di.}
Un elemento {\displaystyle a=x+yi} en {\displaystyle \mathbb {Q} (i)} tiene norma {\displaystyle a\sigma (a)=x^{2}+y^{2}}. Por lo tanto, un elemento de norma uno corresponde a una solución racional de la ecuación {\displaystyle x^{2}+y^{2}=1} o, en otras palabras, a un punto con coordenadas racionales en la circunferencia goniométrica. El teorema 90 de Hilbert establece que cada elemento a de norma uno puede escribirse como
{\displaystyle a={\frac {c-di}{c+di}}={\frac {c^{2}-d^{2}}{c^{2}+d^{2}}}-{\frac {2cd}{c^{2}+d^{2}}}i,}
donde {\displaystyle b=c+di} es como en la conclusión del teorema, y c y d son ambos enteros. Esto puede considerarse como una parametrización racional de los puntos racionales en la circunferencia unitaria. Los puntos racionales {\displaystyle (x,y)=(p/r,q/r)} en la circunferencia unitaria {\displaystyle x^{2}+y^{2}=1} corresponden a ternas pitagóricas, es decir, ternas {\displaystyle (p,q,r)} de enteros que satisfacen que {\displaystyle p^{2}+q^{2}=r^{2}}.

## Cohomología
El teorema puede enunciarse en términos de una cohomología de grupos: si L× es el grupo multiplicativo de cualquier extensión de Galois (no necesariamente finita) L de un cuerpo K con su correspondiente grupo de Galois G, entonces
{\displaystyle H^{1}(G,L^{\times })=\{1\}.}
Específicamente, la cohomología de grupos es la cohomología compleja, cuyas i-cocadenas son funciones arbitrarias de i-tuplas de elementos de grupo al grupo de coeficientes multiplicativos, {\displaystyle C^{i}(G,L^{\times })=\{\phi :G^{i}\to L^{\times }\}}, con diferenciales {\displaystyle d^{i}:C^{i}\to C^{i+1}} definidas en {\displaystyle i=0,1} dimensiones por:
{\displaystyle (d^{0}(b))(\sigma )=b/b^{\sigma },\quad {\text{y }}\quad (d^{1}(\phi ))(\sigma ,\tau )\,=\,\phi (\sigma )\phi (\tau )^{\sigma }/\phi (\sigma \tau ),}
donde {\displaystyle x^{g}} denota la imagen del elemento módulo {\displaystyle G} ({\displaystyle x} bajo la acción del elemento de grupo {\displaystyle g\in G}.
Nótese que en el primero de ellos se ha identificado un 0-complejo de cadenas {\displaystyle \gamma =\gamma _{b}:G^{0}=id_{G}\to L^{\times }}, con su valor de imagen único {\displaystyle b\in L^{\times }}.
La trivialidad del primer grupo de cohomología es entonces equivalente a que los 1-cociclos {\displaystyle Z^{1}} sean iguales a 1-colímites {\displaystyle B^{1}}, a saber:
{\displaystyle {\begin{array}{rcl}Z^{1}&=&\ker d^{1}&=&\{\phi \in C^{1}{\text{satisfying }}\,\,\forall \sigma ,\tau \in G\,\colon \,\,\phi (\sigma \tau )=\phi (\sigma )\,\phi (\tau )^{\sigma }\}\\{\text{is equal to }}\\B^{1}&=&{\text{im }}d^{0}&=&\{\phi \in C^{1}\ \,\colon \,\,\exists \,b\in L^{\times }{\text{such that }}\phi (\sigma )=b/b^{\sigma }\ \ \forall \sigma \in G\}.\end{array}}}
Para el {\displaystyle G=\{1,\sigma ,\ldots ,\sigma ^{n-1}\}} cíclico, un 1-cociclo está determinado por {\displaystyle \phi (\sigma )=a\in L^{\times }}, con {\displaystyle \phi (\sigma ^{i})=a\,\sigma (a)\cdots \sigma ^{i-1}(a)} y:
{\displaystyle 1=\phi (1)=\phi (\sigma ^{n})=a\,\sigma (a)\cdots \sigma ^{n-1}(a)=N(a).}
Por otro lado, un 1-colímite está determinado por {\displaystyle \phi (\sigma )=b/b^{\sigma }}. Al igualar estos términos, se obtiene la versión original del Teorema.

Otra generalización es a la cohomología con coeficientes no abelianos: si H es un grupo lineal general o un grupo lineal especial sobre L, incluyendo {\displaystyle \operatorname {GL} _{1}(L)=L^{\times }}, entonces 
{\displaystyle H^{1}(G,H)=\{1\}.} 
. Otra generalización es a un esquema X:
{\displaystyle H_{\text{et}}^{1}(X,\mathbb {G} _{m})=H^{1}(X,{\mathcal {O}}_{X}^{\times })=\operatorname {Pic} (X),}
donde {\displaystyle \operatorname {Pic} (X)} es el grupo de clases de isomorfismo de haces localmente libres de módulos {\displaystyle {\mathcal {O}}_{X}^{\times }} de rango 1 para la topología de Zariski, y {\displaystyle \mathbb {G} _{m}} es el haz definido por la línea afín sin el origen, considerado como un grupo bajo multiplicación.
Hay otra generalización de la teoría K de Milnor que juega un papel importante en la prueba de Voevodsky de [[conjetura de Milnor (teoría K)|conjetura de Milnor].

## Demostración
Sea {\displaystyle L/K} cíclico de grado {\displaystyle n,} y {\displaystyle \sigma } genera {\displaystyle \operatorname {Gal} (L/K)}. Elíjase cualquier {\displaystyle a\in L} de norma
{\displaystyle N(a):=a\sigma (a)\sigma ^{2}(a)\cdots \sigma ^{n-1}(a)=1.}
Al despejar los denominadores, resolver {\displaystyle a=x/\sigma ^{-1}(x)\in L} es lo mismo que demostrar que {\displaystyle a\sigma ^{-1}(\cdot ):L\to L} tiene {\displaystyle 1} como valor propio. Se extiende esto a una función de espacios vectoriales {\displaystyle L} mediante:
{\displaystyle {\begin{cases}1_{L}\otimes a\sigma ^{-1}(\cdot ):L\otimes _{K}L\to L\otimes _{K}L\\\ell \otimes \ell '\mapsto \ell \otimes a\sigma ^{-1}(\ell ').\end{cases}}}
según el teorema del elemento primitivo da {\displaystyle L=K(\alpha )} para algún {\displaystyle \alpha }. Dado que {\displaystyle \alpha } tiene un polinomio minimal
{\displaystyle f(t)=(t-\alpha )(t-\sigma (\alpha ))\cdots \left(t-\sigma ^{n-1}(\alpha )\right)\in K[t],}
se puede identificar que:
{\displaystyle L\otimes _{K}L{\stackrel {\sim }{\to }}L\otimes _{K}K[t]/f(t){\stackrel {\sim }{\to }}L[t]/f(t){\stackrel {\sim }{\to }}L^{n}}
mediante:
{\displaystyle \ell \otimes p(\alpha )\mapsto \ell \left(p(\alpha ),p(\sigma \alpha ),\ldots ,p(\sigma ^{n-1}\alpha )\right).}
Aquí se escribe el segundo factor como un polinomio {\displaystyle K} en {\displaystyle \alpha }.
Bajo esta identificación, la función se convierte en:
{\displaystyle {\begin{cases}a\sigma ^{-1}(\cdot ):L^{n}\to L^{n}\\\ell \left(p(\alpha ),\ldots ,p(\sigma ^{n-1}\alpha ))\mapsto \ell (ap(\sigma ^{n-1}\alpha ),\sigma ap(\alpha ),\ldots ,\sigma ^{n-1}ap(\sigma ^{n-2}\alpha )\right).\end{cases}}}
Es decir, bajo esta función:
{\displaystyle (\ell _{1},\ldots ,\ell _{n})\mapsto (a\ell _{n},\sigma a\ell _{1},\ldots ,\sigma ^{n-1}a\ell _{n-1}).}
{\displaystyle (1,\sigma a,\sigma a\sigma ^{2}a,\ldots ,\sigma a\cdots \sigma ^{n-1}a)} es un vector propio con valor propio {\displaystyle 1} si y solo si {\displaystyle a} tiene norma {\displaystyle 1}.